# Rhonetal (Frankreich)
Als Rhonetal (französisch Vallée du Rhône) wird in Frankreich das Tal der Rhône von Lyon bis an das Mittelmeer bezeichnet.
Es gibt noch einen weiter gefassten Begriff des Vallée du Rhône im Sinne des „Rhônetals Frankreichs“, nämlich mitsamt der Strecke vom Rhônedurchbruch durch den Jura beim Défilé de l’Écluse bis nach Lyon.

## Geographie

### Lage und Landschaft
Das Vallée du Rhône als Unterlauf der Rhône nimmt mit etwa 300 Kilometer Länge ungefähr zwei Drittel des Laufs in Frankreich, und ein gutes Drittel des gesamten Laufs der Rhône ein. In diesem Sinne umfasst nach französischer Auffassung Rhône amont ‚Obere Rhone‘ den Flusslauf bis Lyon, Rhône moyen ‚Mittlere Rhone‘ das Tal im eigentlichen Sinne, und Rhône aval ‚Untere Rhone‘ die Mittelmeerebenen.
Begrenzt wird die Talung durch das Lyoner Becken im Norden, die französischen Voralpen im Osten, die Camargue im Süden, sowie den Forez, den Monts du Vivarais und die Cevennen im Westen. Das Tal bildet über weite Strecken eine schmale Flussebene zwischen den bewaldeten Talungsflanken: Der nördliche Abschnitt bis Montélimar wird auch Côtes du Rhône ‚Rhone-Flanken‘ genannt, der südliche bis Avignon Bouches du Rhône ‚Rhone-Mündungen‘. Die Landschaften ab den Monts du Lyonnais heißen rechts der Rhone Pilat, Haut-Viverais, Boutieres, Bas-Viverais und Pays Garrigues, links (Alpenseite) Valentinois, das Seitental Vallée de la Drôme, Tricastin und Comtat Venaissin.
Der Übergang zum Mittelmeergebiet im eigentlichen Sinne kann am Massif des Alpilles gesehen werden, dem westlichsten Sporn der Alpen. Ab hier erstrecken sich beiderseits der Rhone die Costières und die Plaine de la Crau. Die Rhone erreicht schon 20 Kilometer vor Arles das Meeresniveau, bis zur Mündung sind es ab dieser Stadt noch einmal etwa 30 Kilometer.

### Verwaltungseinheiten und Orte

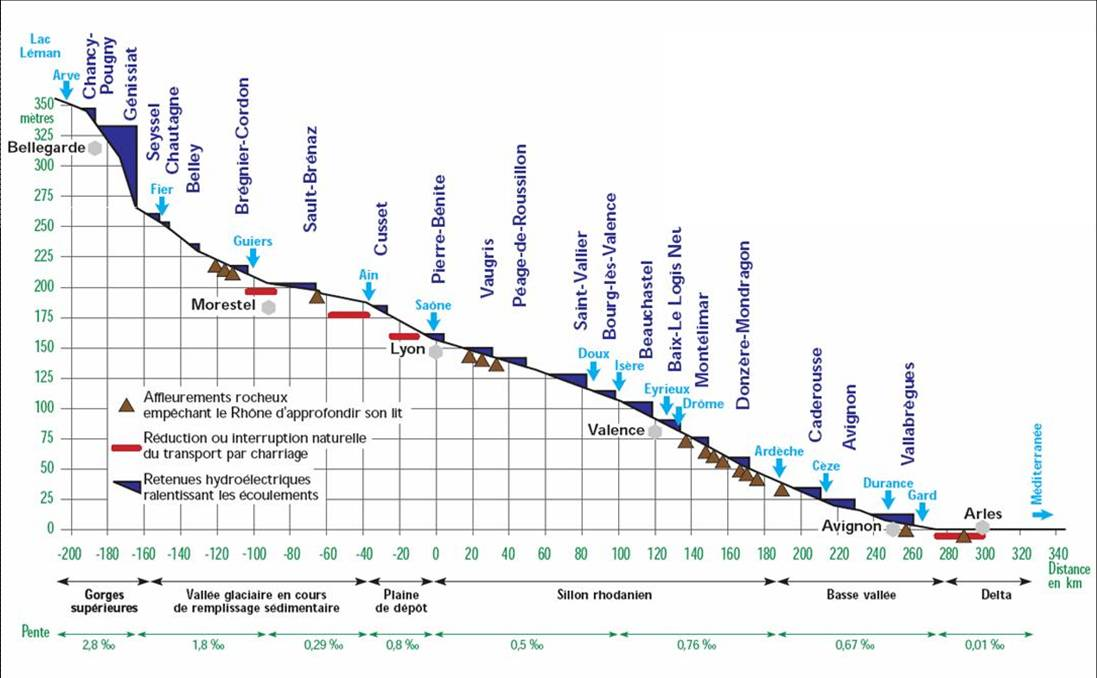
Gefällestruktur der Rhone in Frankreich

Das Tal erstreckt sich über drei administrative Regionen und insgesamt acht Départements, nämlich von Norden nach Süden den Départements Rhône, Loire, Isère, Ardèche und Drôme in der Region Auvergne-Rhône-Alpes, den Départements Vaucluse und Bouches-du-Rhône in der Region Provence-Alpes-Côte d’Azur und dem Département Gard in der Region Okzitanien.
Die wichtigsten Orte flussabwärts sind (die größeren Städte mit grober Einwohnerzahl und Seehöhe):
Lyon (500.000 EW, 162 m), La Mulatière, Oullins, Pierre-Bénite, Saint-Fons, Irigny, Feyzin, Vernaison, Givors (20.000 EW, 145 m), Chasse-sur-Rhône, Saint-Romain-en-Gal, Sainte-Colombe, Vienne (30.000 EW, 140 m), Condrieu, Saint-Michel-sur-Rhône, Chavanay, Saint-Pierre-de-Bœuf, Saint-Alban-du-Rhône, Serrières, Le Péage-de-Roussillon, Tournon, Valence (60.000 EW, 106 m), Le Pouzin, Cruas, Montélimar (35.000 EW, 56 m), Viviers, Pierrelatte, Pont-Saint-Esprit, Orange (30.000 EW, 24 m), Avignon (90.000 EW, 10 m), Villeneuve-lès-Avignon, Vallabrègues, Beaucaire, Tarascon, Arles (50.000 EW, 0 m)

### Geologie
Gebildet wird die Talung durch den Rhône-Graben (französisch Sillon rhodanien), einem Grabenbruch, der sich von südwestlich des Jura bis in die Tiefen des Golfe du Lion zieht, und eine fundamentale Grenze zwischen dem tektonisch aktiven Deckensystem der Alpen im Osten und dem Rumpfgebirge Zentralmassiv im Westen bildet.
Im Speziellen umfasst die Linie im Süden Valence-, Manosque- und Alès-Graben, hier wird der geologische Aufbau vielfältig, östlich der Rhone ist das Massif des Maures als Fremdkörper an die westlichen Kalkalpen geschoben.
Im Norden findet der Bruch eine Fortsetzung in Saône- und Bresse-Graben (Doubs-Talungen), zusammen auch als Rhône-Saône-Graben oder Rhône-Sâone-Senke bezeichnet, und wird mit dem Rheingraben als Gesamtstruktur gesehen (Rhein-Rhône-Graben), hierbei spricht man auch von Rhein-Rhone-Linie (RRL) als Störungszone. Diese Gräben bilden den Kern des Westeuropäischen Riftsystems, zu dem im Raum des Rhone-Graben auch die Zone Limagne-Graben/Cher-Graben im nördlichen Massif Central gehört.

### Klima

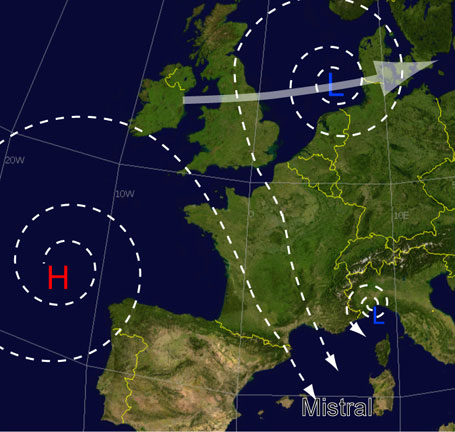
Der Mistral und seine Entstehung.

Durch seinen Süd-Nord-Verlauf bildet die Talung eine Klimaschneise. Noch Lyon – das etwa auf der nördlichen Breite des Tessin oder von Triest liegt – hat ein stark mediterran beeinflusstes Klima, eine Gunstlage, die sich bis Südwestdeutschland auswirkt. Besonderheit ist hierbei die Épisode méditerranéen, ein Südstau am Zentralmassiv, der zu schweren Niederschlägen und Sturzfluten führt, hierorts insbesondere Pluies oder Orage cévenol (‚Cevennen-Regen/-Unwetter‘) genannt.
Umgekehrt kann die Schneise auch zu Nordwetterereignissen führen, darunter dem Wind Mistral, ein Einströmen polarer Kaltluft in das westliche Mittelmeer, das auch sehr heftig werden kann.
Bei Westlagen herrscht Stauniederschlag an den Alpen, wobei das Rhonetal selbst im Lee des Zentralmassivs geschützt ist.

### Fotogalerie
Anmerkung: Die Fotos entstammen teilweise dem Wikipedia-Artikel Rhone; sie gehören aber gemäß Lemma eher in diesen Artike zum Rhonetal.

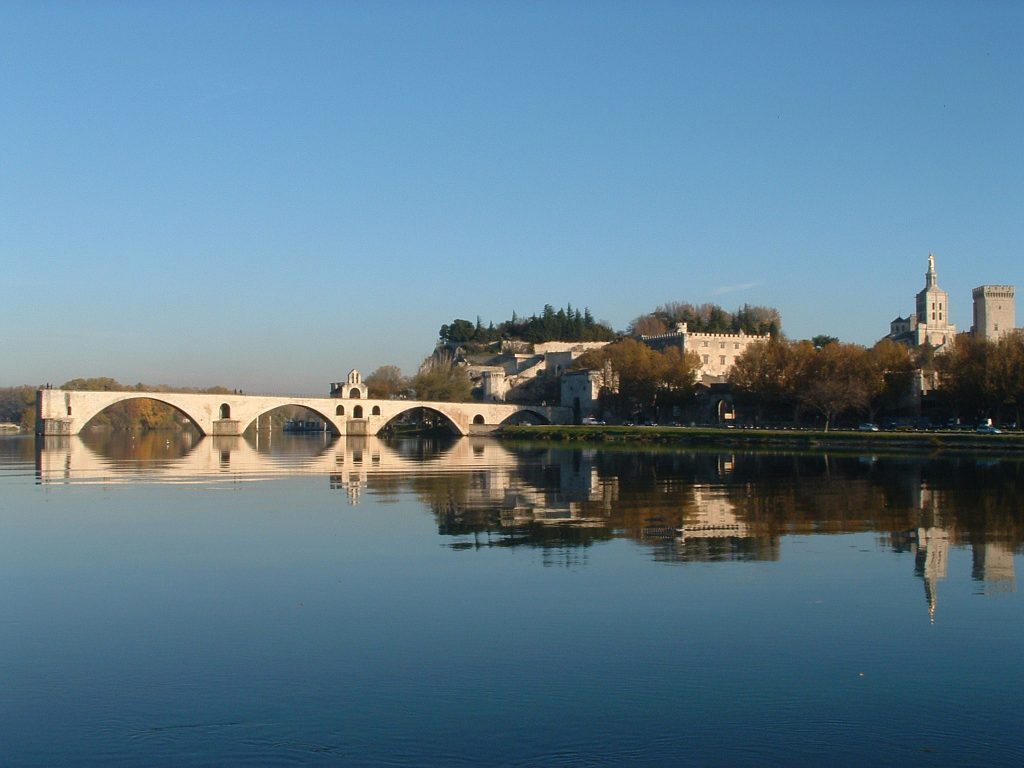
Ruine des Pont Saint-Bénézet in Avignon vor dem Papstpalast
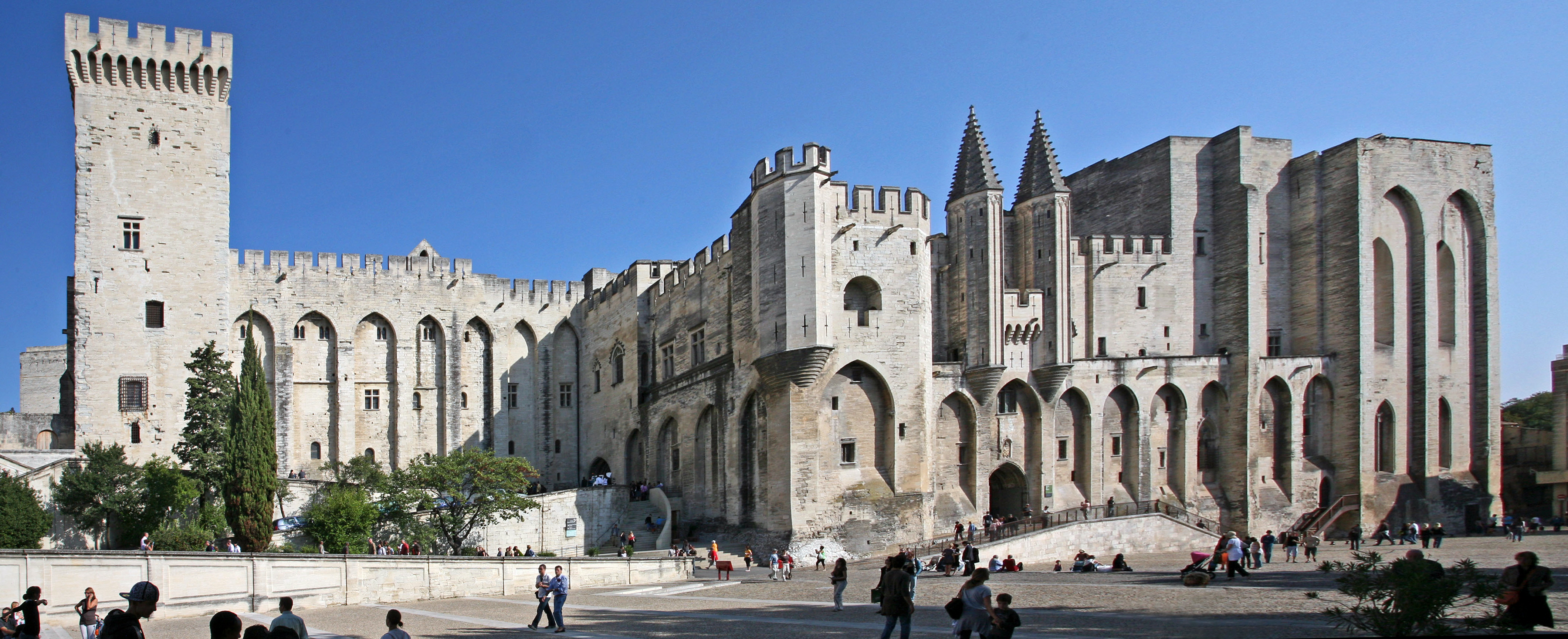
Papstpalast in Avignon
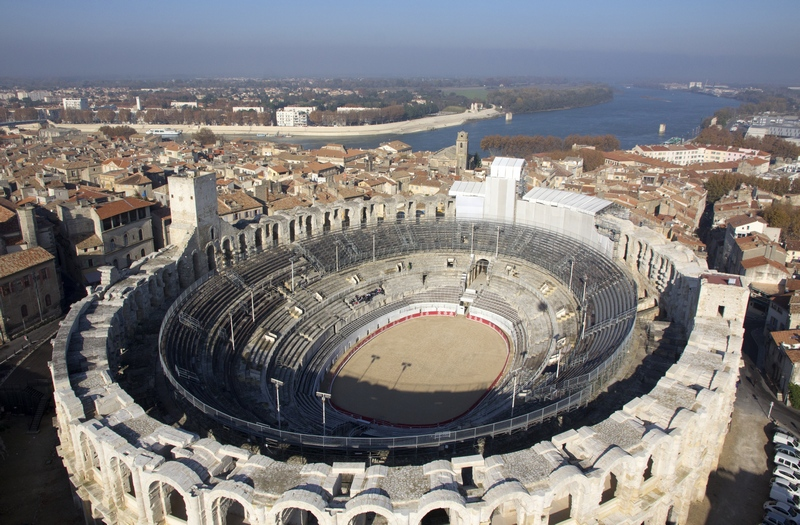
Römische Arena in Arles
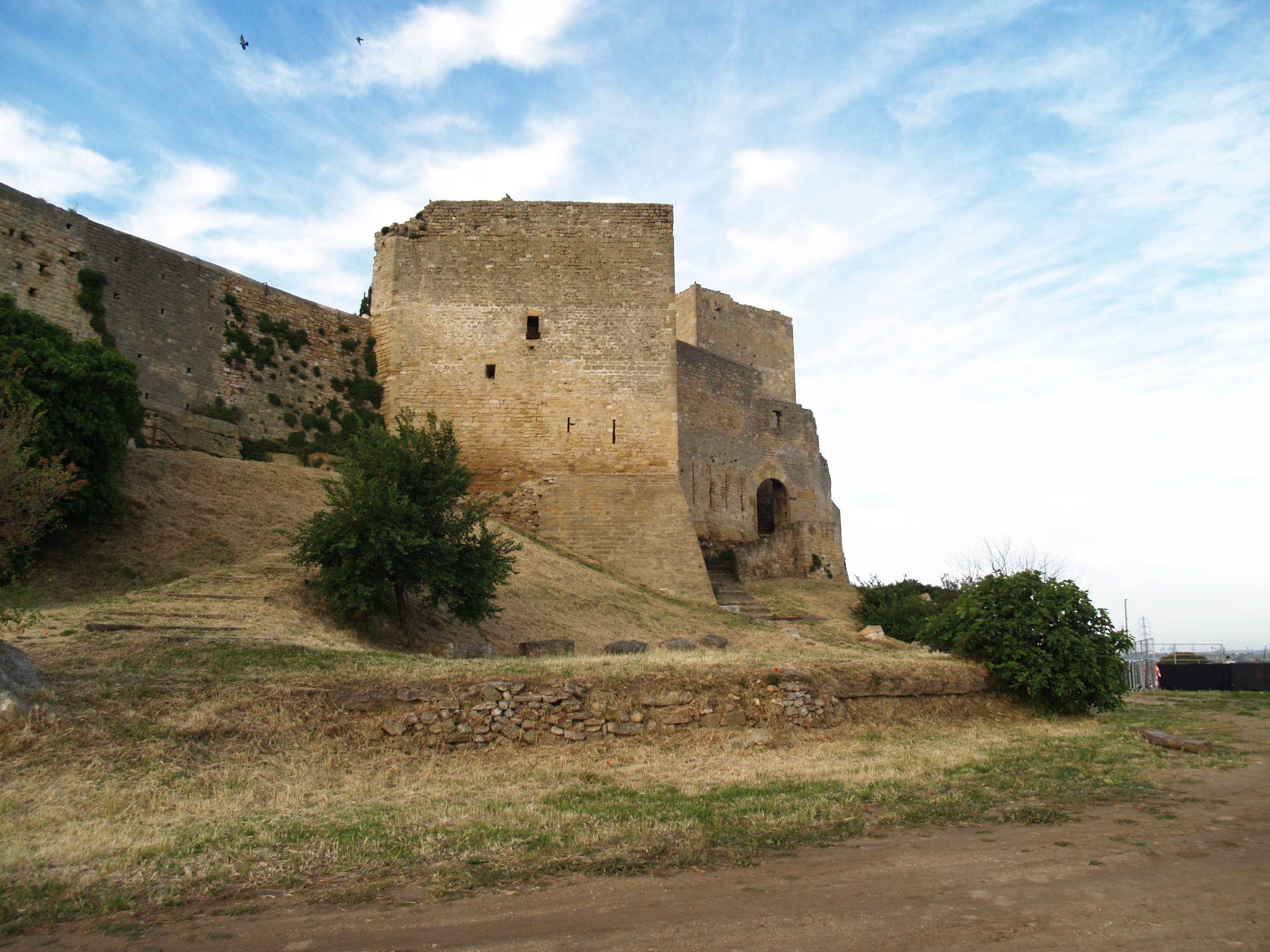
Festung bei Fos-sur-Mer
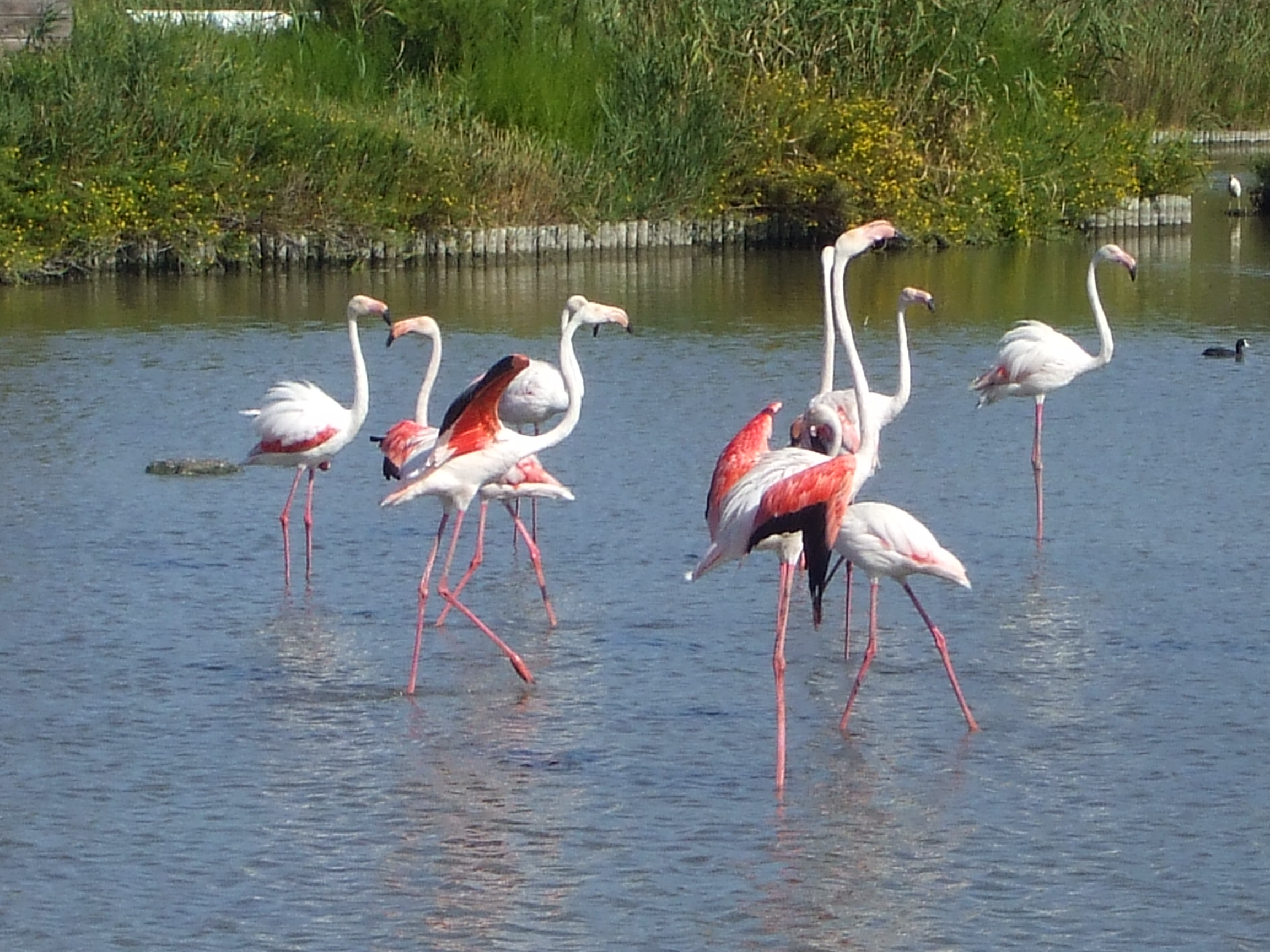
Flamingos in der Camargue
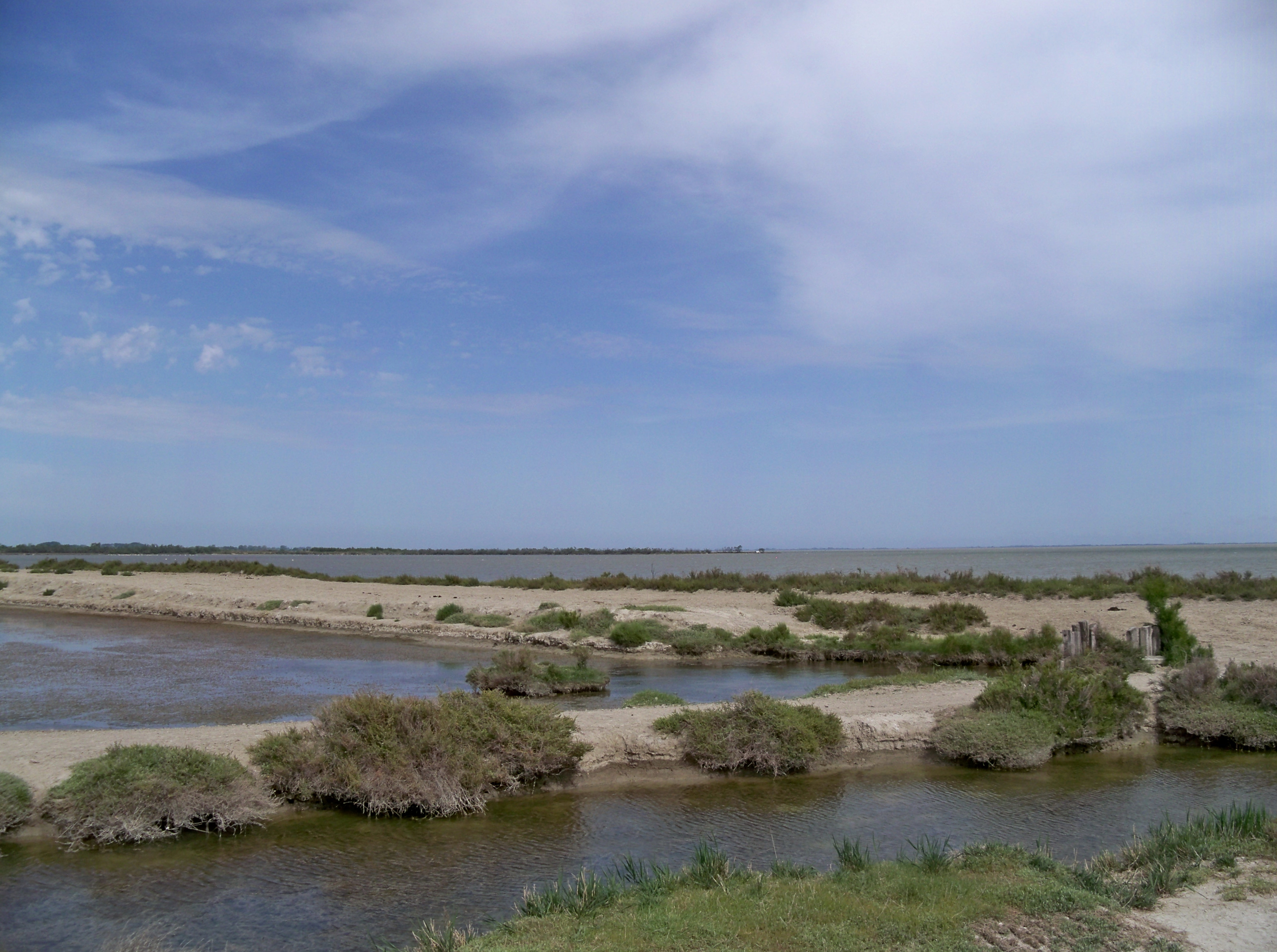
Étang de Vaccarès

## Wirtschaft und Infrastruktur
Im Rhonetal wird Landwirtschaft betrieben, im dazu geeigneten Teil liegt ein bekanntes Weinbaugebiet (Rhône). Daneben finden sich aber auch etliche Industriestandorte, darunter auch solche der Chemieindustrie.

### Verkehr

Die A7 im lokalen Autobahnnetz
TGV-Netz Frankreichs
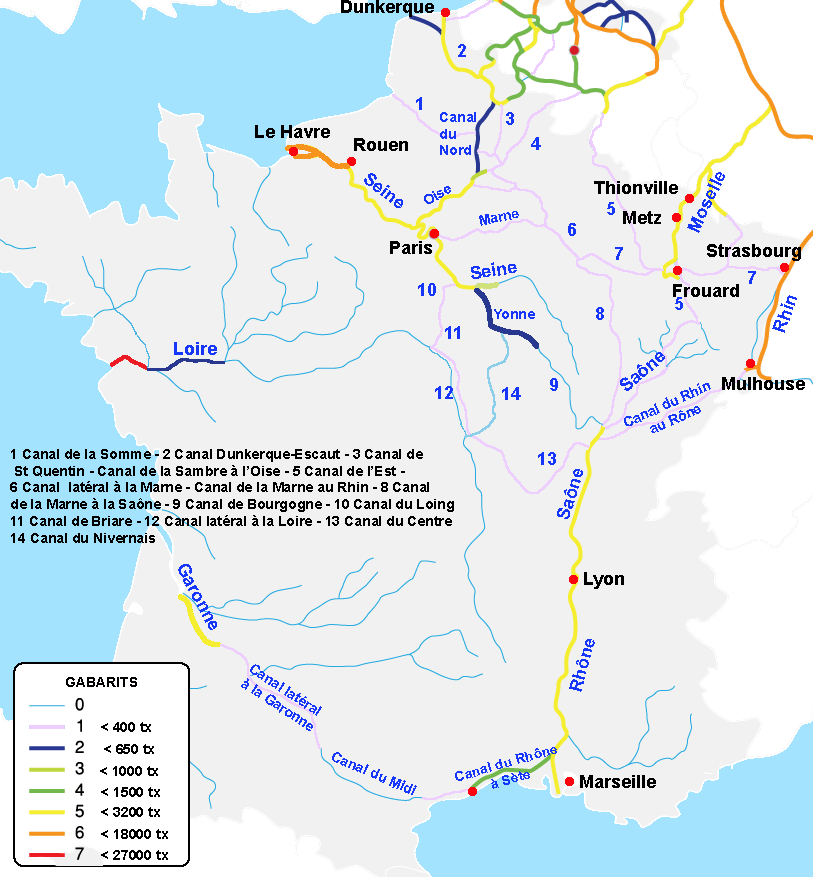
System der Wasserstraßen Frankreichs

Durch seine Lage bildet das Tal die zentrale Nord-Süd-Achse Frankreichs, und auch Westeuropas. In Lyon treffen sich die Routen von Paris, Straßburg und Genf in den Mittelmeerraum. Als Westumfahrung der Alpen stellt es eine der meistgenutzten Fernverkehrsrouten Europas dar.

### Straßen
Wichtige Straßenverbindungen im Tal der Rhone waren und sind:
- die römische Via Agrippa, die links der Rhone flussaufwärts von Arelate (dem heutigen Arles) nach Lugdunum (dem heutigen Lyon) führte,
- die Route nationale 7 (N7), die teilweise der Via Agrippa folgt. In der Zeit nach dem Zweiten Weltkrieg bis zum Bau der A7 war die N7 Frankreichs Urlaubsroute aus dem Pariser Großraum ans Mittelmeer,[10] Verlauf der Route nationale 7 (RN7) Route Bleue/Route des vacances Paris – Lyon – Avignon – Nizza/Italien linksufrig; und die Route nationale 86 (RN86) Lyon – Nîmes rechtsufrig.
- die rechts der Rhone gelegene Route nationale 86 (N86), die zur Entlastung der N7 diente,
- die Autoroute A7, die Aufgaben der N7 übernommen hat. Verlauf der Autoroute du Soleil (A7) Lyon – Marseille, von der in Orange die A9 in Richtung Pyrenäen abzweigt, sowie in Givors die A47 westwärts nach Saint-Étienne, und in Valence die A49 ostwärts nach Grenoble; sie verläuft hauptsächlich linksufrig.
- Die Autobahn A7 ist auch ein Teil der Europastraße E15 Großbritannien – Spanische Ostküste, in Arles quert die E80 Portugal – Italien – Türkei

Römerstraßen in Gallien, Via Agrippa im Tal der Rhone.
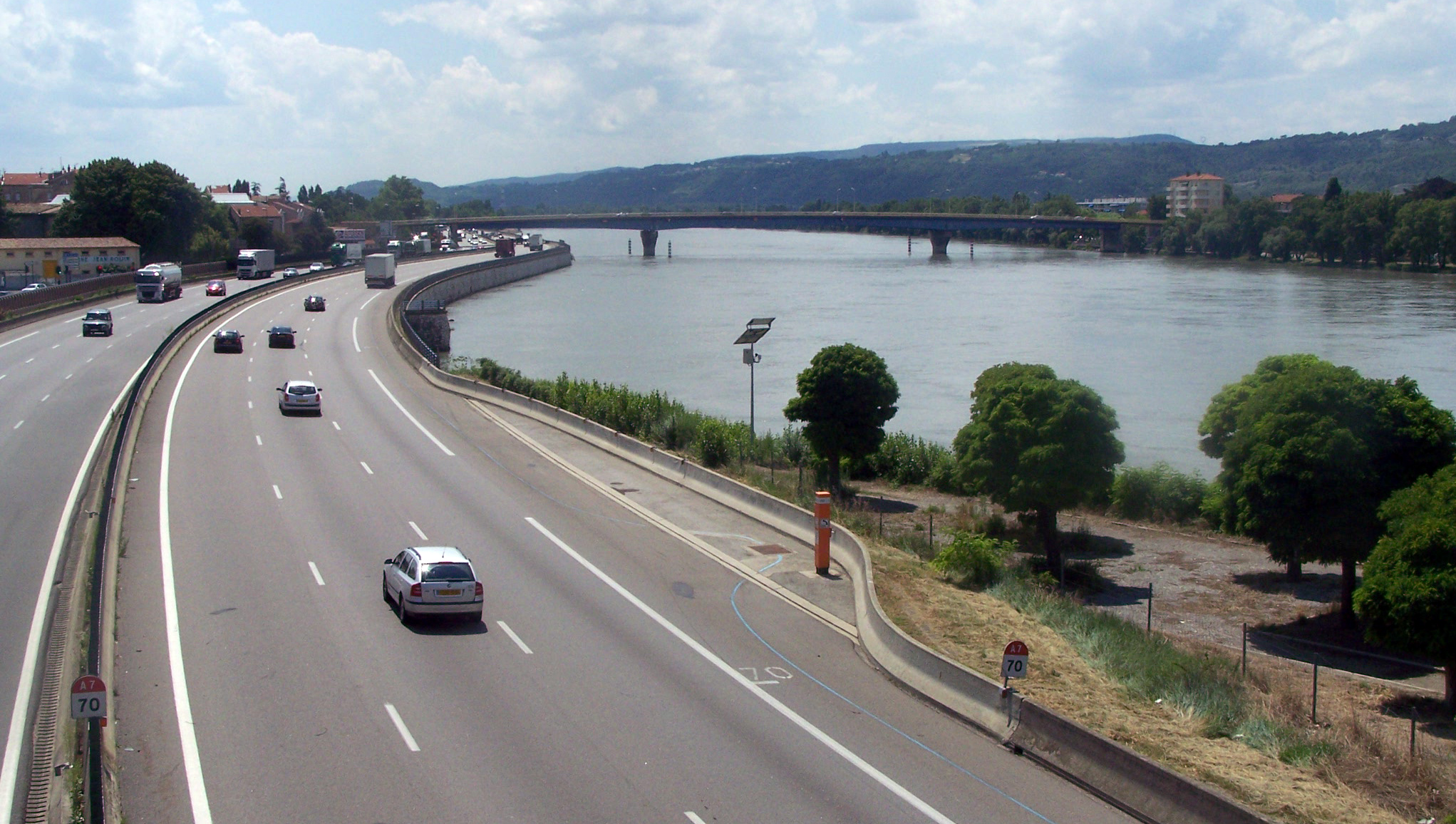
Autoroute A7 am linken Rhone-Ufer bei Valence, mit dem Pont Frédéric Mistral

Die beiden Flussufer sind durch zahlreiche Brücken, oft Hängebrücken, miteinander verbunden. An manchen Stellen verkehren Fähren.

### Eisenbahn
Eine der ältesten Bahnstrecken im Rhonetal ist die Bahnstrecke Saint-Étienne–Lyon, 20 km entlang des Flusses und dann 35 km von Givors zur Steinkohle-Stadt Saint-Étienne, mit der ersten Dampftraktion (ab 1831) auf dem europäischen Kontinent.
Entlang der Rhone verlaufen verschiedene Eisenbahnstrecken. Die Eisenbahn begleitet die Rhone faktisch auf der ganzen Länge. Dies beginnt schon in Gletsch, wo die meterspurige Furka-Oberalp-Bahn aus dem alten Furkatunnel tritt (der Furka-Basistunnel reicht bis Unterwassern), die Visp im Wallis mit der Rhätischen Bahn im Vorderrheintal verbindet und mit Göschenen an der Reuss. Sie wird heute zwischen Oberwald und Visp von der Matterhorn-Gotthard-Bahn betrieben. Simplonstrecke ist von Brig bis Lausanne entlang der Rhone und des Nordufers des Genfersees geführt. In St. Maurice zweigt von ihr die Bahnstrecke Saint-Gingolph–Saint-Maurice ab, angelegt 1859 als Teil der ersten Bahnstrecke im Wallis vom Genfersee nach Sitten. Die Strecke am Nordufer verläuft oft in einiger Höhe über dem Ufer am Hang. So befindet sich der Bahnhof Lausanne rund 75 Meter über dem Seeniveau. Ab Genf folgt die Bahnstrecke Lyon–Genève der Rhone. Ab Lyon bis auf die Höhe von Avignon befindet sich an beiden Ufern jeweils eine doppelspurige Bahnstrecke, die am westlichen Ufer wird heute als Regional- und Güterverkehrsstrecke genutzt. Sie wird nur noch abschnittsweise von Personenzügen befahren, meist um eine vom Rhonetal abgehende Strecke zu bedienen. Weiter führt sie unterhalb von Avignon, von der Rhone abgewandt, nach Nîmes, wo sie sich wieder mit der Strecke von Tarascon vereint; sie wird auch von vielen Güterzügen zwischen Lyon (Sibelin) und Nîmes (und weiter in Richtung Spanien) benutzt.
Die Strecke am östlichen Rhoneufer war bis zum Bau der TGV-Hochgeschwindigkeitsstrecken die Hauptverbindung zwischen Paris und Marseille. Diese führt ab Avignon über Tarascon bis nach Arles weiter entlang der Rhone.
Ab Arles besitzt die Rhone heute keine sie begleitende Bahnstrecke mehr, da sowohl die Linie der Chemin de Fer de la Camargue, deren eine schmalspurige Strecke nach Salin-de-Giraud führte, sowie die Strecke nach Saint-Louis heute stillgelegt und abgebrochen sind.
Die Hochgeschwindigkeitsstrecke LGV Rhône-Alpes für TGV-Züge verbindet seit 1994 Lyon mit Valence. Im Jahre 2001 wurde für den LGV Méditerranée die Hochgeschwindigkeits-Bahnstrecke (LGV) Méditerranée eröffnet, die von Valence über Avignon weiter nach Marseille führt. Sie ist größtenteils am linken Ufer der Rhone trassiert. Seit ihrer Eröffnung beträgt in Verbindung mit der Strecke LGV Sud-Est die Fahrzeit zwischen Paris und Marseille nur noch drei Stunden.

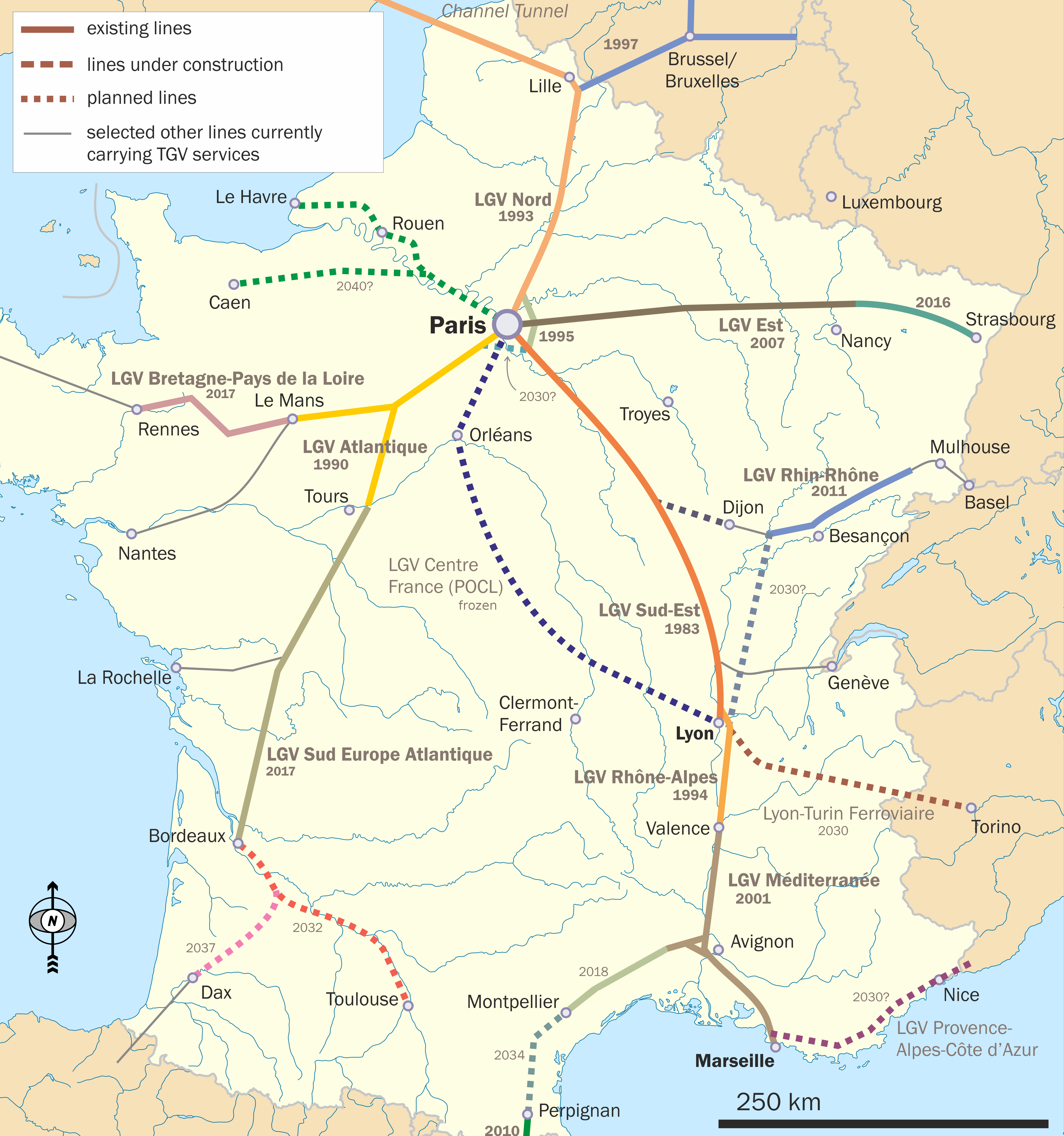
LGV/TGV Netz mit Strecke zwischen Lyon und Avignon entlang der Rhone.
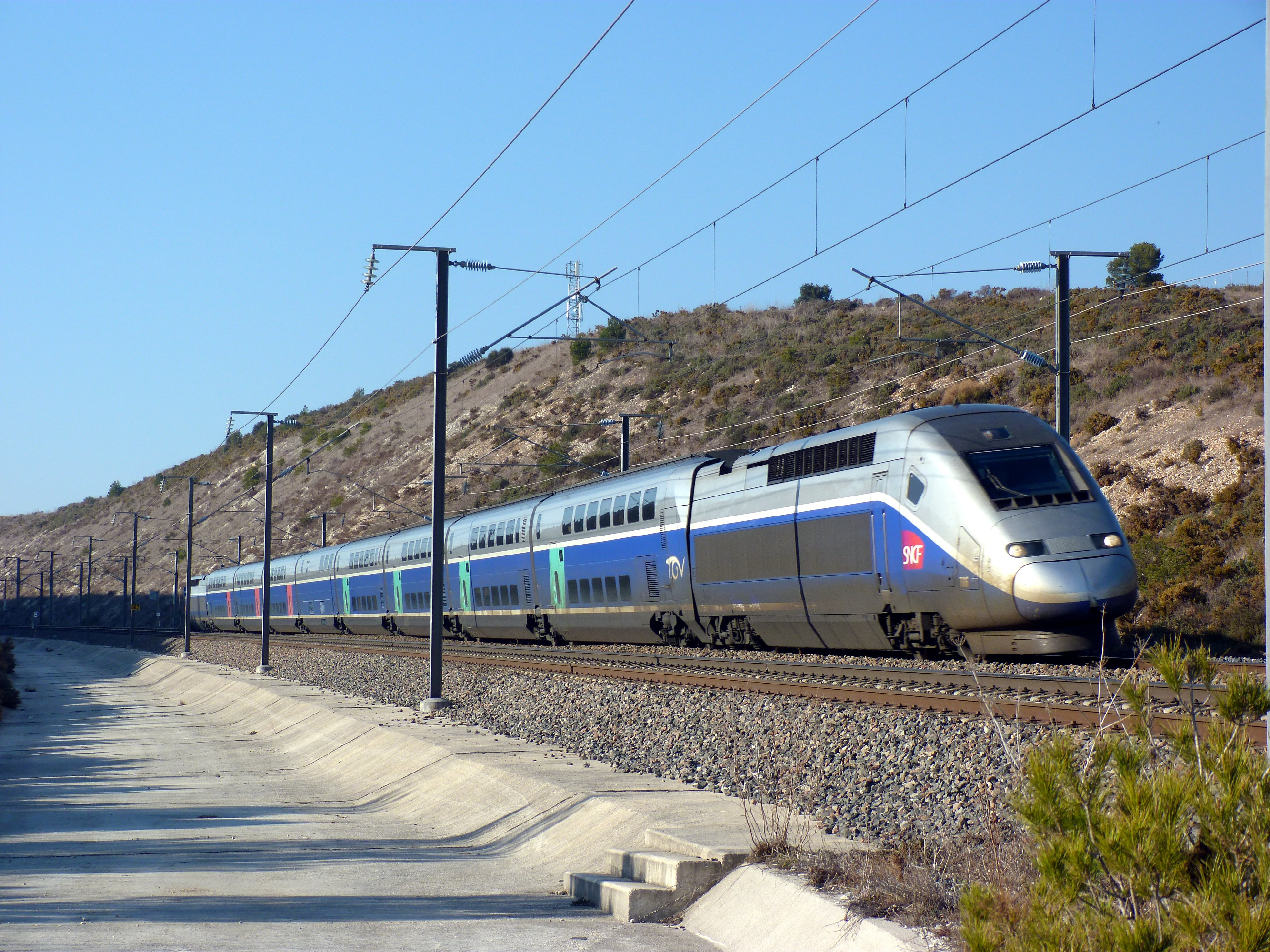
Ein TGV Duplex auf der LGV Méditerranée.

### Schifffahrtsweg
Auch die Rhone selbst stellt einen wichtigen Verkehrsweg dar und gehört zum System des 1775 bis 1843 erbauten Canal de Bourgogne, mit dem sich Frankreich seinen langen Traum einer Wasserstraße ans Mittelmeer verwirklichte, wie auch des Rhein-Rhône-Kanal, dem heute wirtschaftlich bedeutendsten Wasserweg, vom Mittelmeer in die Wirtschaftszentren Nordwesteuropas. Weniger bedeutend ist der nördlich angeschlossene Canal du Centre von der Saône westwärts an die Loire.
Die wichtigsten Flusshäfen sind Port Édouard-Herriot in Lyon, Port fluvial de commerce de la Drôme in Valence und Port de commerce d'Avignon – Le Pontet.
Weil der Talgrund nur eine vergleichsweise schmale Flussebene umfasst, die beiderseits von den Verkehrsrouten dominiert wird, ähneln die Umwelt- und Strukturprobleme im Bezug auf die Verkehrsbelastung denen der Alpentäler. Vom europäischen Verkehrsaufkommen, welches Frankreich berührt, entfällt – nach dem Raum Paris – ein erheblicher Teil auf den Raum Lyon, andere französische Städte sind nicht vergleichbar belastet. Allerdings entfallen nicht einmal 2 % der täglichen Frachttonnage durch die Verkehrsdrehscheibe Lyon auf den Schiffsverkehr, da die mit der Rhone in Verbindung stehenden Schifffahrtswege nur begrenzte Schiffstonnagen erlauben und keine vergleichbaren Transporttonnagen wie auf der Rheinschifffahrt ermöglichen.

### Fotogalerie Verkehrswege

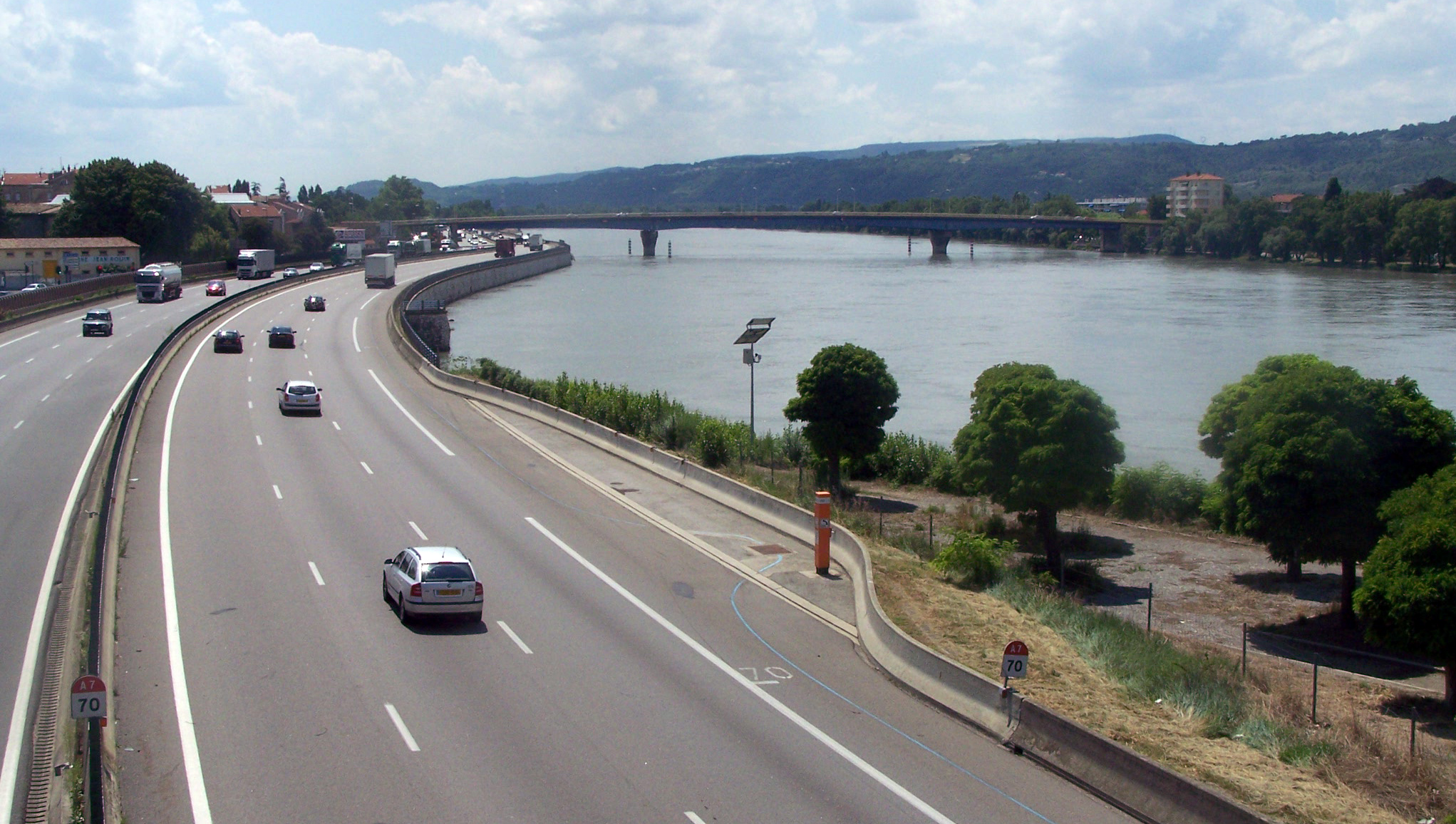
Autobahn A7 im Rhonetal bei Valence
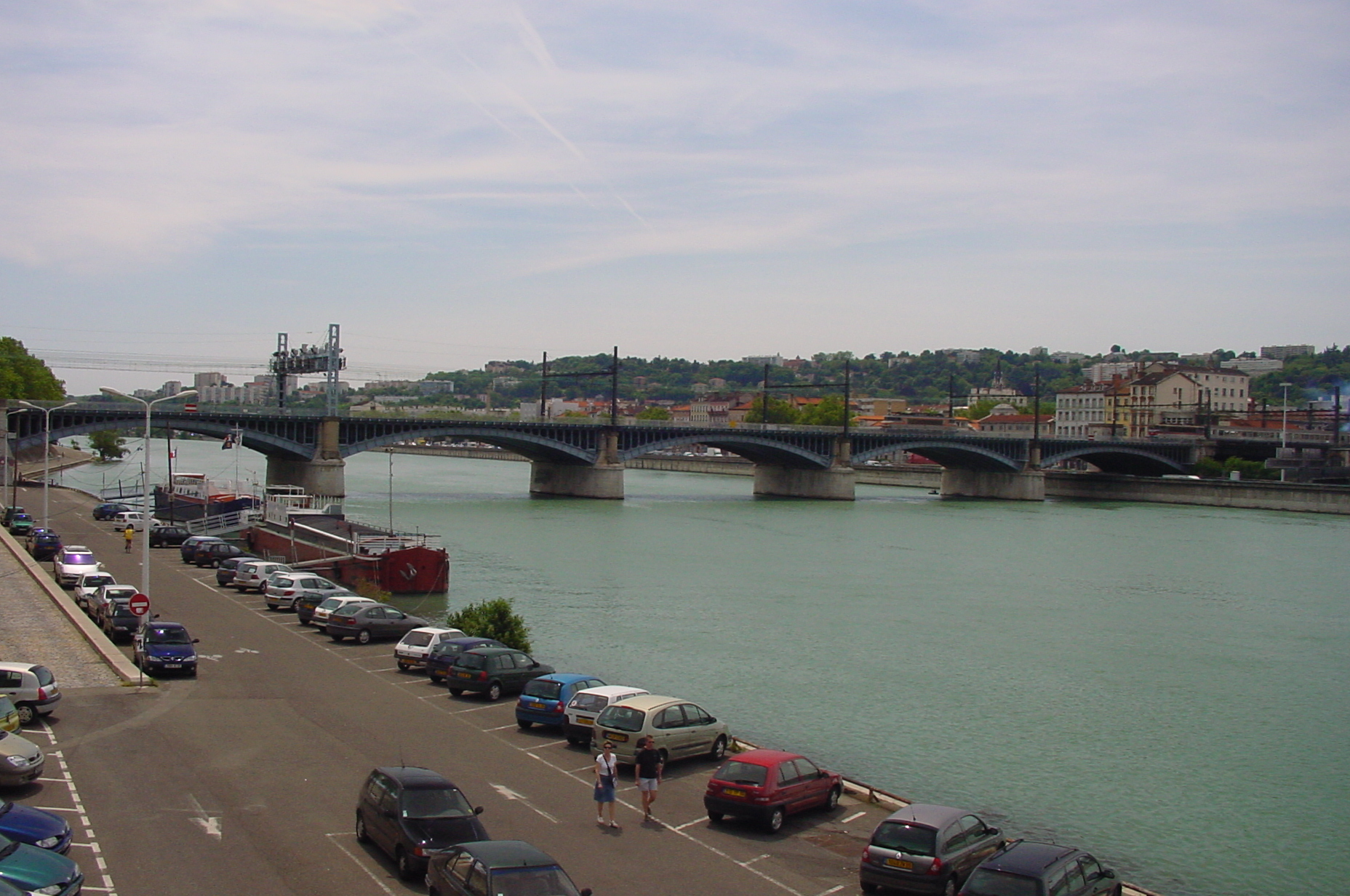
Brücke der Bahnstrecke Paris–Marseille über die Rhone in Lyon
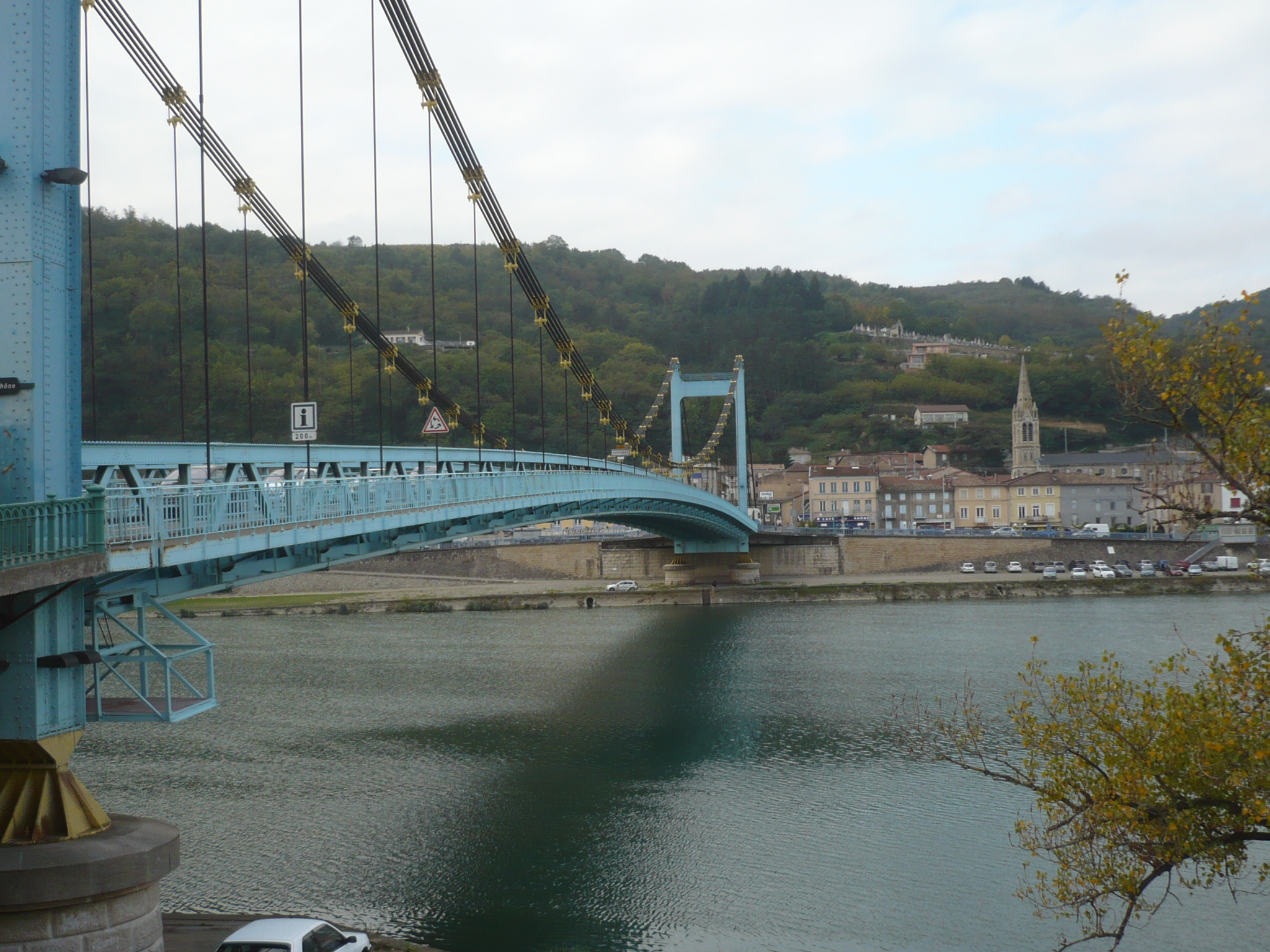
Die Hängebrücke Pont de Sablons verbindet die Orte Serrières (im Hintergrund) und Sablons
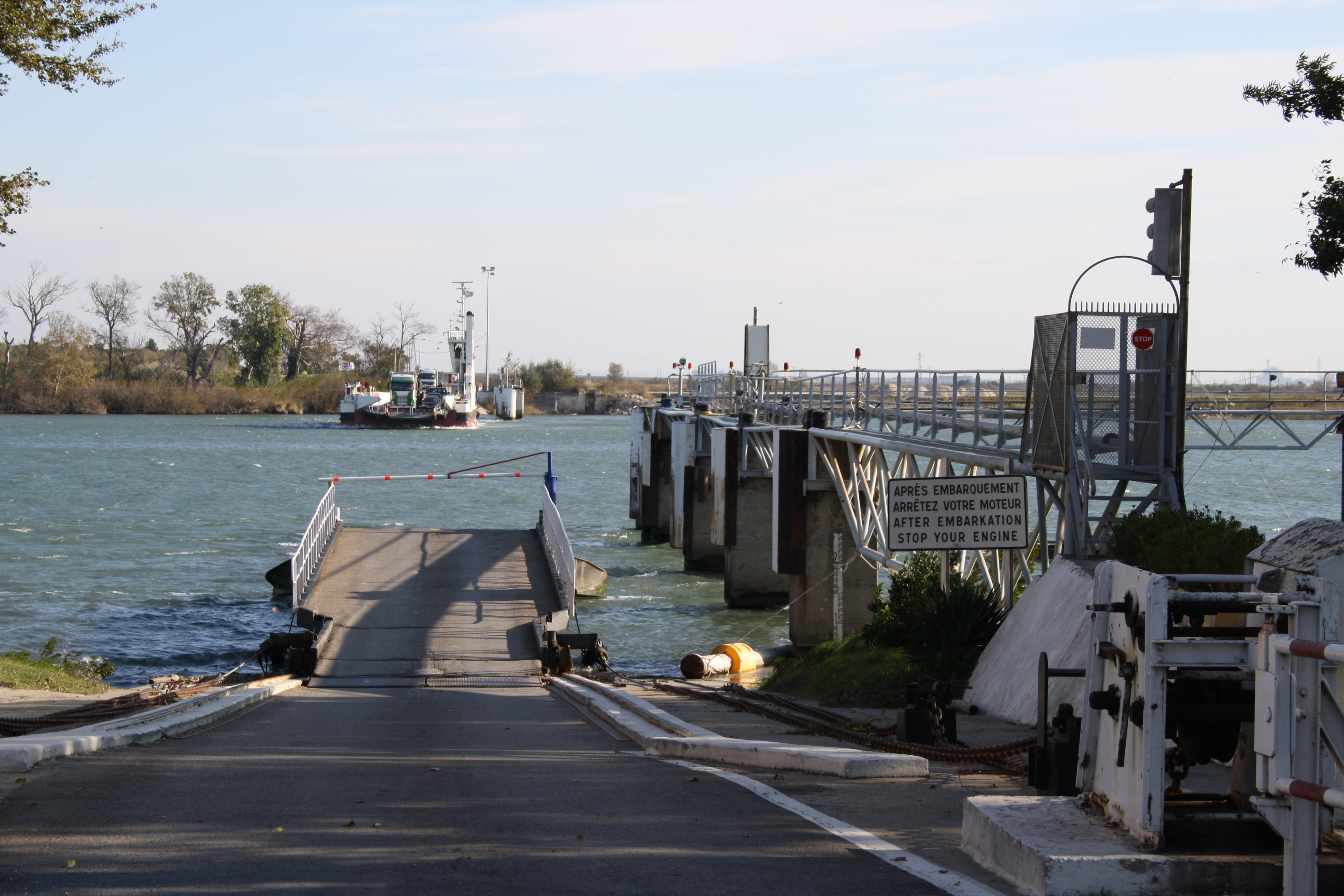
Fähre Barcarin über die Grand Rhône bei Salin-de-Giraud
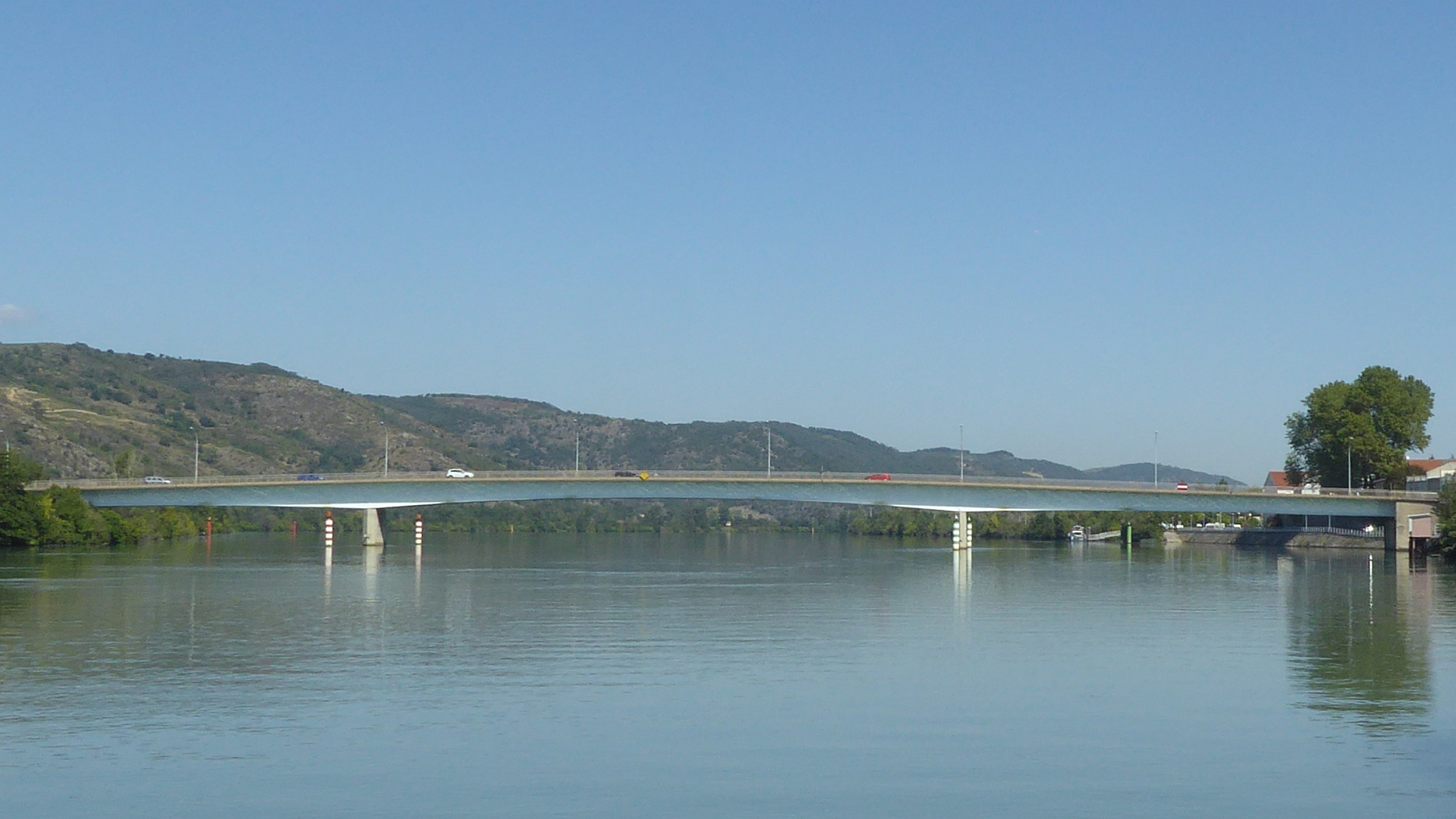
Die 236 m lange Rhônebrücke bei Saint-Vallier

### Landwirtschaft
Landwirtschaftlich genutzt wird das französische Rhonetal (Vallée du Rhône), stromab von Lyon, das dank des warmen Klimas eine wichtige Landwirtschaftsregion in Frankreich ist. Im klimatisch begünstigten Rhonetal werden viele Obstsorten kultiviert, so z. B. Pfirsiche, Kirschen, Aprikosen und Erdbeeren.
Im Tal der Rhone zwischen Vienne und Avignon finden sich das Rhône-Weinbaugebiet, mit vor allem den Côtes du Rhône (Hängen der Rhone) – dort findet sich unter anderem das bekannte Weinbaugebiet Châteauneuf-du-Pape. Der Weinbau im südlichen Rhônetal ist bereits für die vorrömische Antike nachgewiesen; hier begann der Weinanbau in Frankreich, ausgehend von phönizischen und griechischen Handelsniederlassungen. Aber auch für den Weinbau in der Schweiz ist das Rhonetal mit dem Wallis und den Hängen des Genfersees bedeutend.

Die Rhône-Weinbaugebiete
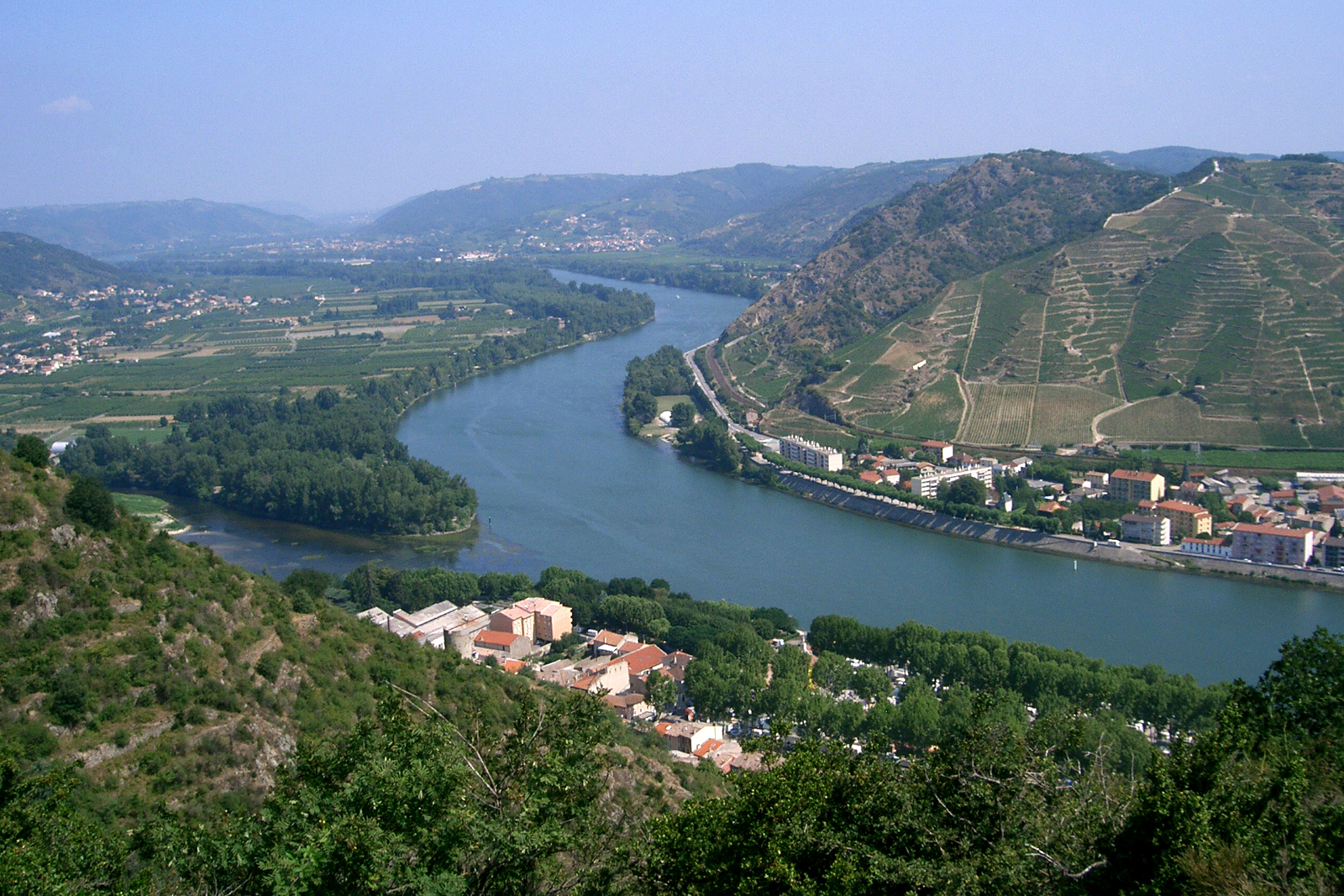
Weinbau am Hermitage
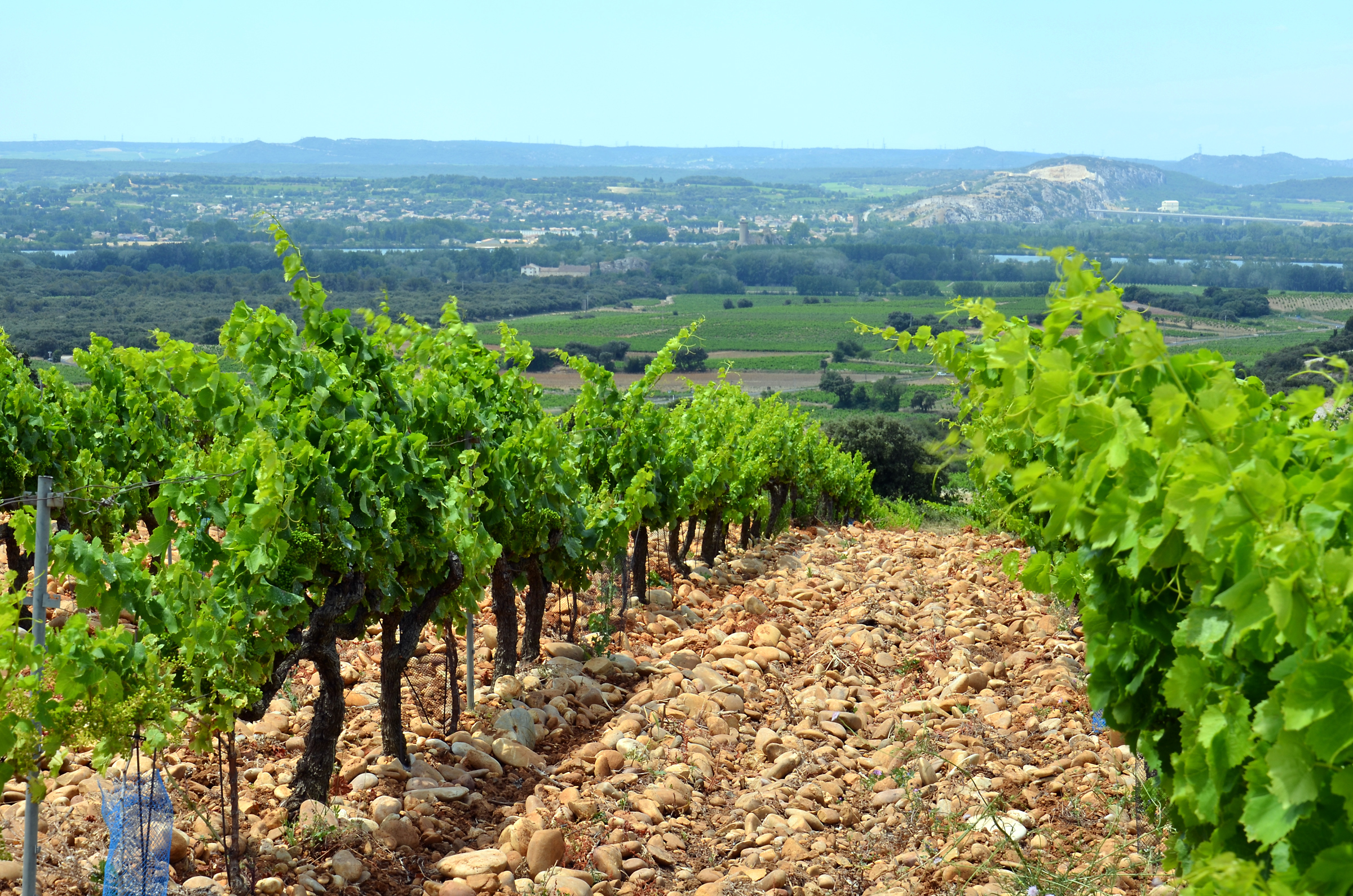
Weinbau in Châteauneuf-du-Pape

### Energiegewinnung
An der Rhone betreibt die Électricité de France (EDF) mehrere Kernkraftwerke. Die Lage an der Rhone wurde gewählt, da das Wasser des Flusses zur Kühlung zur Verfügung steht. Neben Anlagen zur Produktion von elektrischer Energie befinden sich auch verschiedene Nuklearanlagen zur zivilen und militärischen Verarbeitung von nuklearem Material sowie zur Forschung an der Rhone. Damit befindet sich ein bedeutender Teil der französischen Nuklear-Industrie an der Rhone.

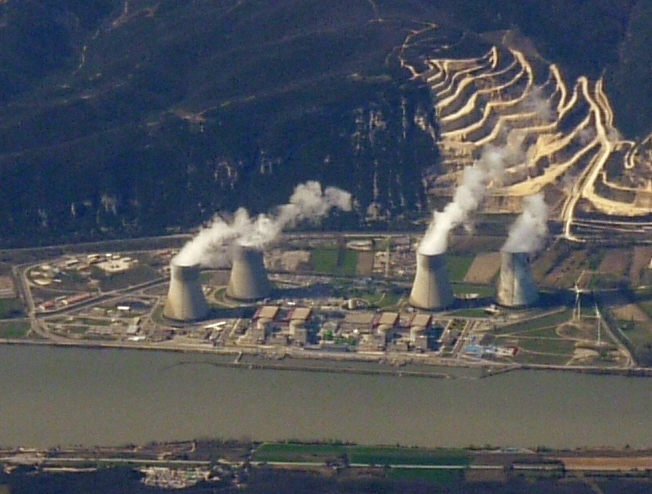
AKW Cruas bei Montélimar, vorn (linkes Ufer) die Route nationale 7

Standorte von Kernkraftwerken und Nuklearanlagen an der Rhone (Reihenfolge flussabwärts):
- Kernkraftwerk Creys-Malville („Superphénix“, Département Isère, östlich von Lyon) – 1997 endgültig stillgelegt
- Kernkraftwerk Bugey (Département Ain, östlich von Lyon) – zwei Druckwasserreaktoren
- Kernkraftwerk Saint-Alban (Département Isère, südlich von Lyon) – zwei Druckwasserreaktoren
- Kernkraftwerk Cruas (Département Ardèche, bei Montélimar) – vier Druckwasserreaktoren
- Kernkraftwerk Tricastin (Département Drôme, südlich von Montélimar) – vier Druckwasserreaktoren (auf dem Gelände befindet sich auch die Urananreicherungsanlage Eurodif)
- Nuklearanlage Marcoule (Département Languedoc-Roussillon, nördlich von Avignon) – auf dem Gelände befindet sich das stillgelegte Kernkraftwerk Marcoule, der stillgelegte Prototyp-Reaktor Phénix, stillgelegte Anlagen zur Verglasung von nuklearen Abfällen sowie Anlagen zur Wiederaufarbeitung von Brennelementen und zur Herstellung von MOX-Brennelementen.

Daneben gibt es einige Laufkraftwerke.

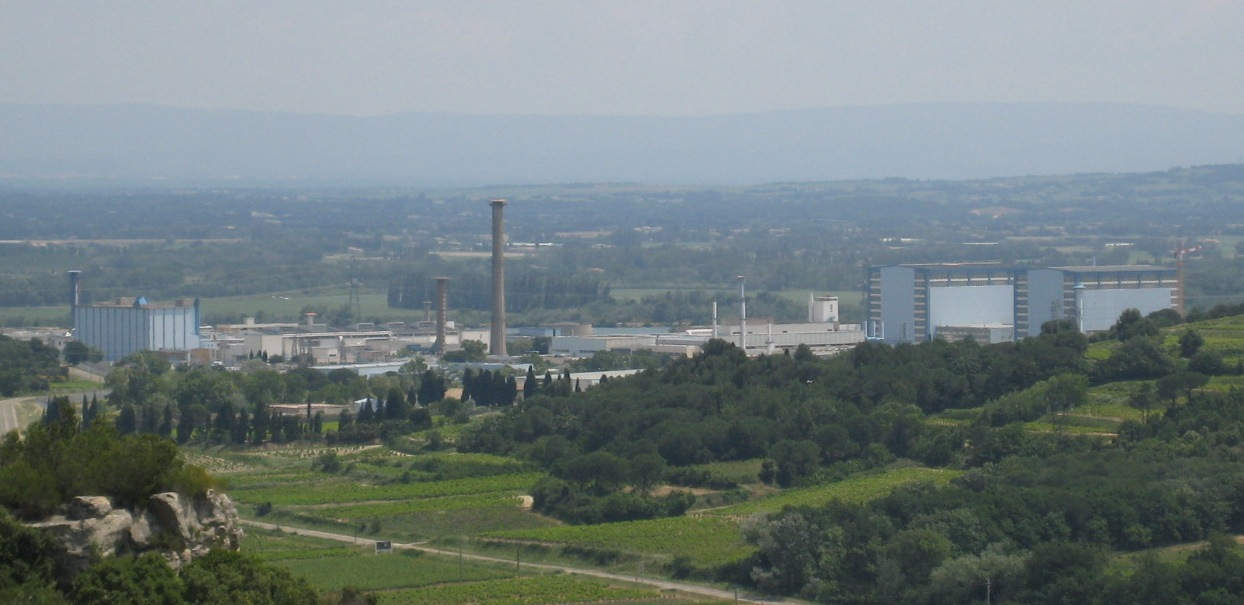
Nuklearanlage Marcoule
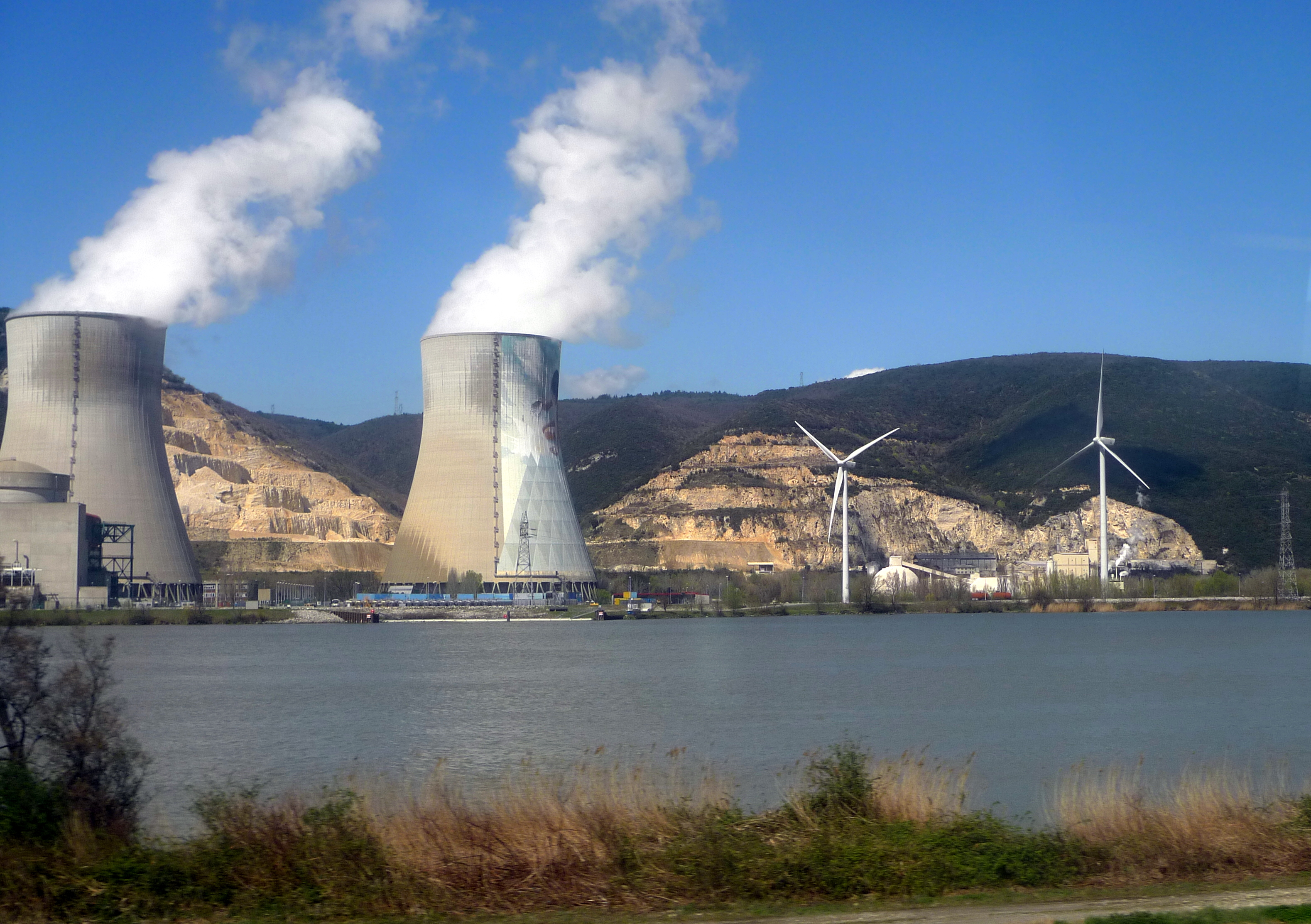
Kernkraftwerk Cruas
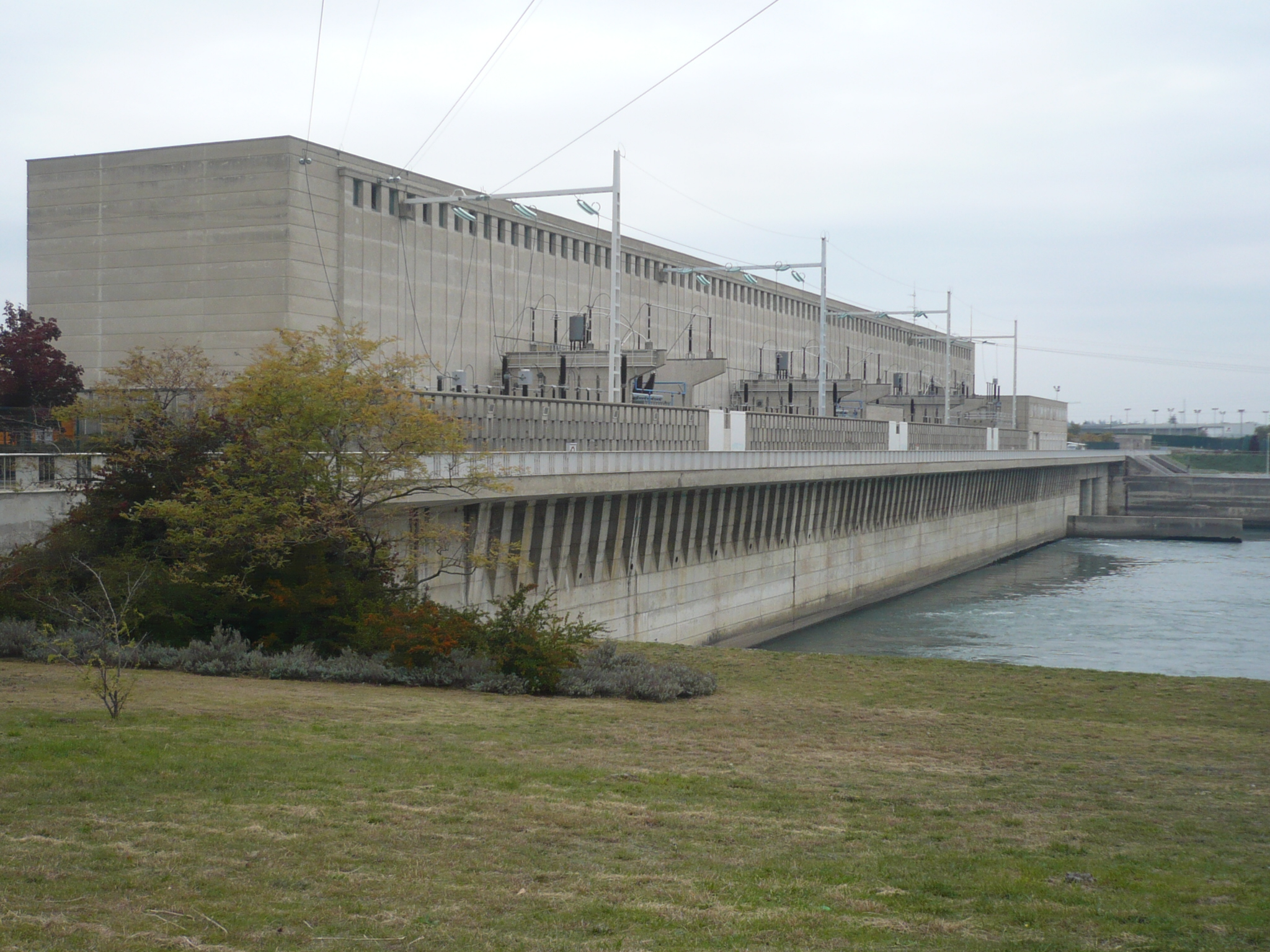
Wasserkraftwerk Bourg-lès-Valence